# Örebroïta
L'örebroïta és un mineral de la classe dels silicats. Rep el seu nom per a la ciutat d'Örebro, a Suècia, que es troba a 60 km al sud-est de la mina Sjö, on va ser descoberta.

## Característiques
L'örebroïta és un silicat de fórmula química Mn2+
3(Sb5+,Fe3+)(SiO₄)(O,OH)₃. Va ser aprovada com a espècie vàlida per l'Associació Mineralògica Internacional l'any 1985, i publicada per primera vegada un any més tard, el 1986. Cristal·litza en el sistema hexagonal. La seva duresa a l'escala de Mohs és 4. És un mineral molt proper a la franciscanita i a la welinita.
Segons la classificació de Nickel-Strunz, l'örebroïta pertany a «9.AF - Nesosilicats amb anions addicionals; cations en [4], [5] i/o només coordinació [6]» juntament amb els següents minerals: sil·limanita, andalucita, kanonaïta, cianita, mullita, krieselita, boromullita, yoderita, magnesiostaurolita, estaurolita, zincostaurolita, topazi, norbergita, al·leghanyita, condrodita, reinhardbraunsita, kumtyubeïta, hidroxilcondrodita, humita, manganhumita, clinohumita, sonolita, hidroxilclinohumita, leucofenicita, ribbeïta, jerrygibbsita, franciscanita, welinita, el·lenbergerita, sismondita, magnesiocloritoide, ottrelita, poldervaartita i olmiïta.

## Formació i jaciments
Va ser descoberta a Sjögruvan, a la localitat de Grythyttan, la qual pertany al municipi de Hällefors, al comtat de Västmanland, Suècia. Es tracta de l'únic indret on ha estat descrita aquesta espècie mineral.